# Инини
Инини е френска колония съществувала между 1930 и 1946 година на територията на южната част от днешна Френска Гвиана. Територията на Инини е временно отделена от състава на основната колония, а за столица е обявено градчето Сен Ели.
Инини е заемала вътрешната част от днешна Френска Гвиана. Отделена е от основната приморска част с цел развитие на вътрешните региони в колонията, основно около новия административен център и предотвратяване на концентрация на населението в района на град Кайен. Като работна сила през 1931 г. са изпратени около 500 анамски пленника от френската колония в Индокитай. Целта на пленниците е била да построят железопътна линия до Сен Ели. Въпреки това обаче в резултат на тежките природни условия и финансови причини строежът не успява. В началото на основаването на колонията населението е наброявало около 3000 души, а към 1941 г. е нараснало до 5000. В това число не влиза индианското население.
През 1930-те години Франция печата пощенски марки от Инини.
През 1946 г. в резултат на превръщането на Френска Гвиана в отвъдморски департамент на Франция Инини престава да съществува и влиза в състава на департамента. Въпреки това обаче местната администрация продължава да функционира до 1969 година.